# Konžské letectvo
Konžské letectvo (francouzsky Armée de l'air de la République du Congo, doslova Letectvo republiky Kongo), je letectvo Konga a jedna ze tří hlavních složek jeho ozbrojených sil.

## Základny
Konžské vzdušné síly disponují dvěma hlavními základnami:
- Base aérienne 01 — Brazzaville se nachází v severní části mezinárodního letiště Maya-Maya v Brazzaville. Je na ní dislokována většina letadel Konžského letectva.
- Base aérienne 02 — Pointe-Noire je součástí mezinárodního letiště Agostinha Neto v Pointe-Noire.

## Vybavení
Tabulka obsahuje přehled letecké techniky letectva republiky Kongo podle Flightglobal.com.
| Název                          | Fotografie     | Původ               | Určení                      | Verze          | Ve službě      | Poznámky       |                |
| Bojové letouny                 | Bojové letouny | Bojové letouny      | Bojové letouny              | Bojové letouny | Bojové letouny | Bojové letouny | Bojové letouny |
| ------------------------------ | -------------- | ------------------- | --------------------------- | -------------- | -------------- | -------------- | -------------- |
| Dassault Mirage F1             |                | Francie             | stíhací bombardér           | F-1AZ          | 2              |                |                |
| Dopravní a transportní letouny |                |                     |                             |                |                |                |                |
| Antonov An-32                  |                | Sovětský svaz Rusko | taktický transportní letoun |                | 2              |                |                |
| CASA C-295                     |                | Evropská unie       | taktický transportní letoun |                | 1              |                |                |
| Vrtulníky                      |                |                     |                             |                |                |                |                |
| Mil Mi-8/Mil Mi-17             |                | Sovětský svaz Rusko | transportní vrtulník        |                | 6              |                |                |
| Mil Mi-24                      |                | Sovětský svaz Rusko | bitevní vrtulník            | Mi-35P         | 3              |                |                |